# Confédération des tribus de Siletz
Pour les articles homonymes, voir Siletz.

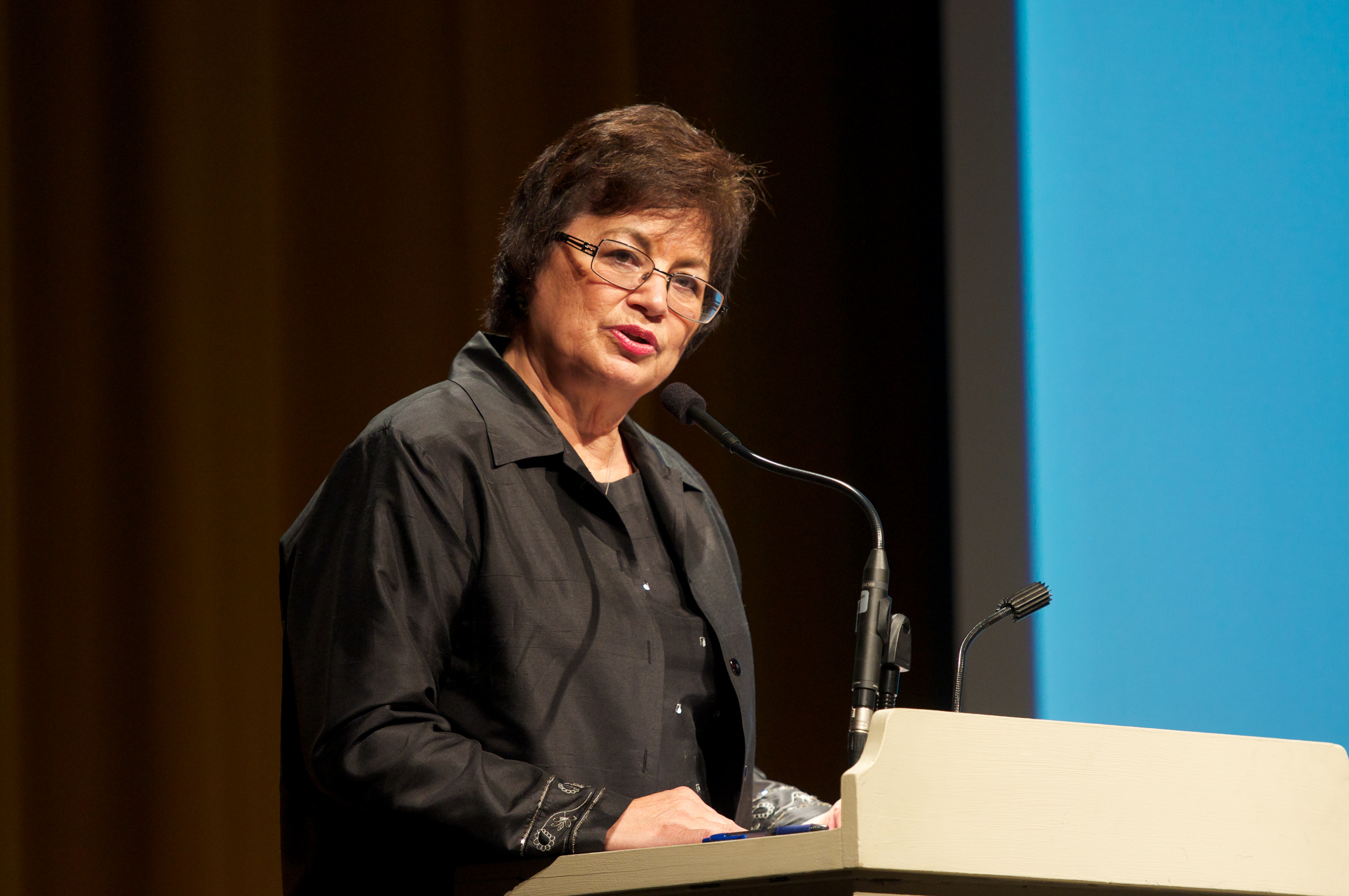
Delores Pigsley, présidente de la Confédération des tribus de Siletz, lors des Prix de leadership autochtone en 2011

La Confédération des tribus de Siletz regroupe 27 tribus amérindiennes vivant dans le nord-ouest des États-Unis, le long de la côte de l'océan Pacifique. Cette confédération est reconnue par le gouvernement fédéral.
La Confédération des tribus de Siletz concerne les tribus habitants le nord de la Californie, l'Oregon et l'État de Washington.
Le patronyme de Siletz est rattaché au nom de la rivière Siletz qui coule dans la région des Salish de la côte.
En 1977, la Confédération des tribus de Siletz retrouve ses droits ancestraux et de souveraineté.
En 1979, les membres de la confédération adoptent une constitution.
En 2006, cette confédération comptait 4 400 membres. Elle gère la réserve indienne de Siletz de 15 km2 située dans le comté de Lincoln près de la ville de Newport.
Si un certain nombre d'Amérindiens parlent la langue Tolowa, rattachée aux langues athapascanes, dans la réserve indienne, la langue commune à toutes les tribus membres de la Confédération de Siletz parlent le "Siletz Dee-ni", un langage commun apparenté aux langues athapascanes.
À chaque solstice d'été et d'hiver, depuis des siècles, une danse a lieu, appelé la danse de la plume (ou Naadosh), pour célébrer l'évènement.  Ces réjouissances durent une douzaine de jours dans un endroit appelé "Yonkentonket", qui signifie "le centre de la terre".